# مقاومة الانضغاط
مقاومة الانضغاط هي مقدرة المادة على مقاومة القوى الضاغطة محوريًا. وعند الوصول إلى حدود مقاومة الانضغاط، تتحطم المادة. يمكن تصنيع الخرسانة ليكون لها مقاومة انضغاط عالية، فالعديد من الخرسانات ذات مقاومة انضغاط تزيد عن (50 باسكال)، بينما لا تزيد مقاومة الانضغاط لبعض المواد، مثل الحجر الرملي، عن (5 إلى 10 MPa).

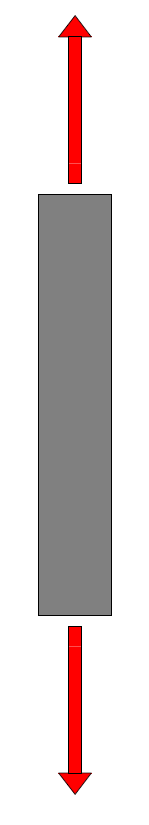
الشد
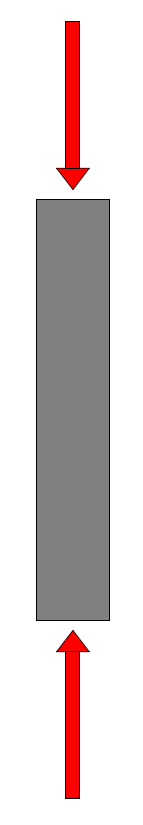
الانضغاط

عندما تخضع عينة من مادة ما إلى حمل يؤدي إلى استطالتها يقال عن العملية أنها عملية شد. وبالمقابل، إذا أدى الحمل إلى انضغاط العينة وتقصيرها يقال عن العملية أنها عملية ضغط.
وعلى المستوى الذري، تتباعد الذرات عن بعضها في عملية الشد، بينما تُضْغَطُ على بعضها في عملية الانضغاط. وبما أن الذرات في الأجسام الصلبة تحاول دائمًا أن تجد لنفسها وضع متوازن بين الذرات، تبرز قوى خلال كامل المادة تعاكس كلا العمليتين: الشد والضغط. هذه الظاهرة التي تعم على المستوى الذري هي متشابهة في الحالتين. وهذا ما يعطي تشابهًا في السلوك والخصائص على المستوى المنظور.
الفرق الأساسي بالطبع بين طريقتي التحميل هي إشارة الانفعال الذي سيكون موجبًا في حالة الشد، وسالبًا في حالة الضغط.

## المفهوم
مقاومة الانضغاط للمادة بالتعريف هي قيمة إجهاد الضغط المحوري الذي تصل إليه المادة عند الانهيار التام. يُحْصَلُ على مقاومة الانضغاط عادة باستخدام اختبار الانضغاط. الجهاز المستخدم في هذا الاختبار هو نفسه المستخدم في اختبار الشد. وكما يمكننا التخيل، فإن العينة الاسطوانية عادة سوف تقصر وتنتشر جانبيًا بشكل قطري.
يرسم منحنى الإجهاد-الانفعال من قبل الجهاز ويكون مشابهًا للشكل جانبًا.

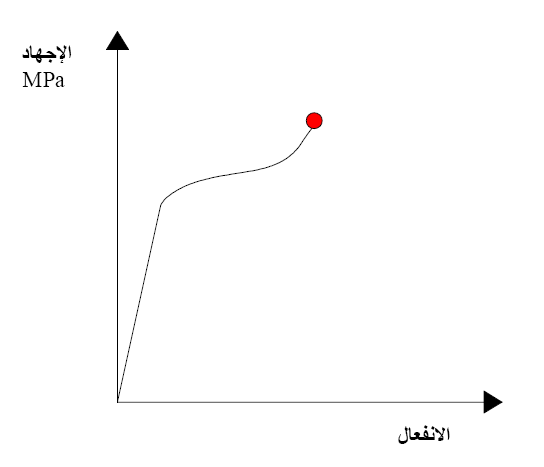
منحني الأجهاد الانفعال الهندسي لعينة قياسية

تشير النقطة الحمراء على المنحني إلى قوة انضغاط المادة. حتى في اختبار الانضغاط يوجد منطقة خطية تخضع فيه المادة إلى قانون هوك.
{\displaystyle \sigma =E\epsilon }
حيث يشير الحرف E إلى معامل يونغ للانضغاط.
هذه المنطقة الخطية تنتهي عند ما يسمى بنقطة الخضوع. تتصرف المادة فوق هذه النقطة بشكل لدن ولن تعود إلى طولها الأصلي بعد زوال الحمل.

## الإجهاد الهندسي والإجهاد الحقيقي
يوجد فرق بين الإجهاد الهندسي والإجهاد الحقيقي. حيث يعرف الإجهاد المحوري البسيط بالعلاقة:
{\displaystyle \sigma ={\frac {F}{A}}}
حيث:
F = الحمل المطبق بالنيوتن.
A = مساحة المقطع العرضي للعينة [m2]
إن المساحة الفعلية للعينة الخاضعة للانفعال تتغير خلال عملية الانضغاط. وفي الحقيقة تكون المساحة تابع للحمل المطبق، أي : A = f(F). في الواقع، يمكننا أن نعرف الإجهاد بأنه القوة مقسمة على مساحة العينة عند بدابة التجربة. وهذا ما يعرف بالإجهاد الهندسي ويعرف بالعلاقة:
{\displaystyle \sigma _{e}={\frac {F}{A_{0}}}}
A0=مساحة المقطع العرضي الأصلي للعينة [m2]
وبالتالي سيعرف الانفعال الهندسي بأنه:
{\displaystyle \epsilon _{e}={\frac {l-l_{0}}{l_{0}}}}
حيث:
l = طول العينة الحالي [m]
l0 = طول العينة الأصلي [m]
وبالتالي سيشير إجهاد الانضغاط إلى نقطة الانهيار على منحني الإجهاد الانفعال الهندسي، {\displaystyle (\epsilon _{e}^{*},\sigma _{e}^{*})}
المعرف كما يلي:
{\displaystyle \sigma _{e}^{*}={\frac {F^{*}}{A_{0}}}}
{\displaystyle \epsilon _{e}^{*}={\frac {l^{*}-l_{0}}{l_{0}}}}
حيث:
F* = الحمل المطبق قبل الانهيار تمامًا.
l* = طول العينة قبل الانهيار تمامًا.